# Wilavan Apinyapong
Wilavan Apinyapong est une joueuse thaïlandaise de volley-ball née le 6 juin 1984 à Nakhon Ratchasima. Elle mesure 1,74 m et joue au poste de réceptionneuse-attaquante. Elle totalise 39 sélections en équipe de Thaïlande.

## Clubs
| Club                 | De        | À         |
| -------------------- | --------- | --------- |
| Tan Hao              | 2006-2007 | 2006-2007 |
| Sang Som             | 2007-2007 | 2007-2007 |
| IBSA Club Voleibol   | 2007-2008 | 2007-2008 |
| Ereğli Belediye      | 2008-2009 | 2009-2010 |
| Federbräu            | 2010-2010 | 2010-2011 |
| Guangdong Evergrande | 2010-2011 | 2010-2011 |
| Chang Club           | 2011-2011 | 2011-2011 |
| Fujian Xi Meng Bao   | 2011-2012 | 2011-2012 |
| İqtisadçı VK         | 2012-2013 | 2013-2014 |
| Nakhon Ratchasima    | 2014-2015 | 2014-2015 |
| Supreme Chonburi     | 2015-2016 | 2015-2016 |
| Bangkok Glass        | 2016-2017 | …         |

## Palmarès

### Équipe nationale
- Championnat d'Asie et d'Océanie
  - Vainqueur : 2009, 2013.
  - Finaliste : 2017.
- Coupe d'Asie
  - Vainqueur : 2012.
  - Finaliste : 2010.

### Clubs
- Championnat AVC des clubs
  - Vainqueur : 2009, 2010, 2011, 2015, 2017.
- Championnat de Chine
  - Finaliste : 2011.
- Championnat d'Azerbaïdjan
  - Finaliste : 2013.
- Championnat de Thaïlande
  - Vainqueur : 2014.
  - Finaliste : 2016.

### Distinctions individuelles
- Championnat féminin AVC des clubs 2011: MVP.
- Championnat d'Asie et d'Océanie de volley-ball féminin 2013: MVP.
- Championnat féminin AVC des clubs 2016: Meilleure réceptionneuse-attaquante.